# Quinta (Weinbau)

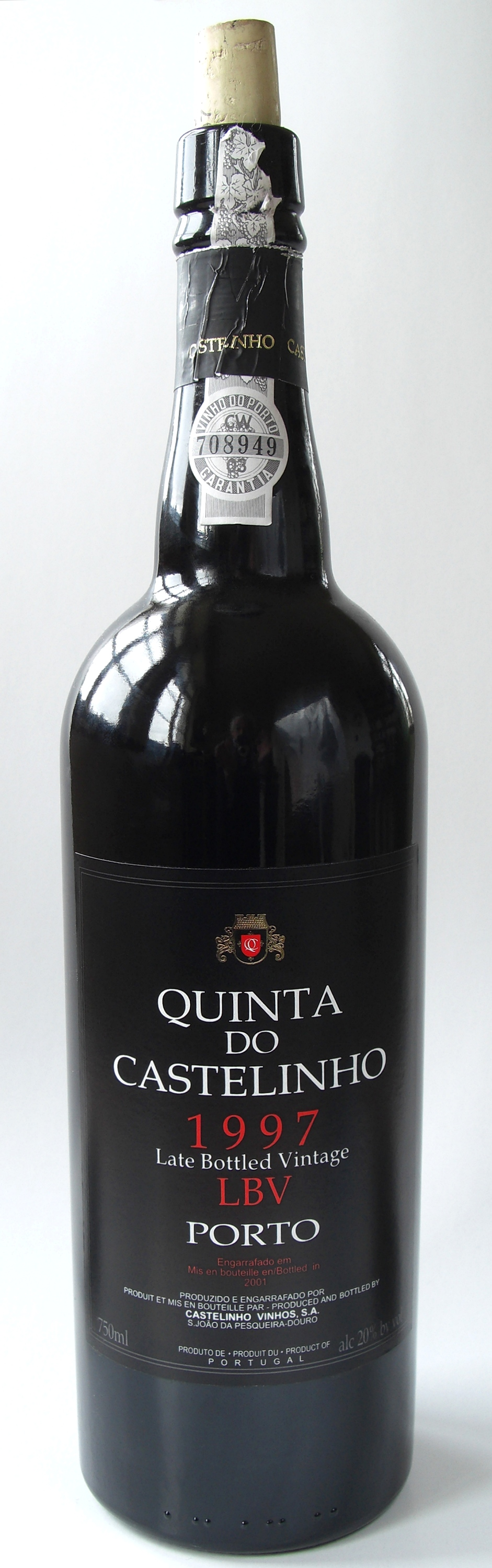
Portweinflasche

Quinta ist im portugiesischen Sprachraum ein Begriff für einen meist althergebrachten landwirtschaftlichen Betrieb (siehe Quinta). International am bekanntesten sind die Quintas, die den Weinbau in Portugal betreiben. Damit funktionieren die Quintas als die portugiesische Bezeichnung für Weingut, Cháteau, Domaine oder Tenuta, die für Weinanbaubetriebe genutzt werden.
Als Single Quinta wird ein Portwein bezeichnet, dessen Trauben von einem einzigen Betrieb stammt.
In Deutschland ist der Begriff der Quinta insbesondere als Bezeichnung der Weingüter der Portwein-Produzenten im Douro-Tal geläufig. Bekannte Weingüter sind Quinta do Noval, Quinta da Roriz, Quinta de la Rosa, Quinta de Santa Eufemia, Quinta do Vale Dona Maria, Quinta de Ventozelo oder auch Quinta de Vesúvio. Sie liegen meist im Alto Douro, der ältesten herkunftsgeschützen Weinregion der Welt und seit 2001 UNESCO-Welterbe.